# Alojzy Kewitsch
Alojzy Kewitsch (Kiewicz) – organmistrz, fortepianmistrz oraz od ok. 1889 roku majster cechowy.
W 1897 sporządził kosztorys remontu organów w kościele ewangelicko-augsburskim w Warszawie. Od 1913 prowadził wytwórnię oraz skład pianin, fortepianów i fisharmonii w Warszawie przy ul. Marszałkowskiej 119. Od 1902 miał filię w Petersburgu przy ul. Wozniesienskiej 29, którą prowadził Leonard Kewitsch.
Od 1911 zatrudniał około 11 pracowników przy obrotach rocznych 20 000 rb. W ofercie wówczas posiadał m.in. pianina z płytą rezonansową "wiolonczelo". Wiele instrumentów z wytwórni Kewitsch zachowało się do dzisiaj w zbiorach prywatnych.

## Numery seryjne produkcji
- 1901 r. - 223 (fisharmonia)
- 1901 r. - 390
- 1910 r. - 2181